# Porto Cabeças
Porto Cabeças (em castelhano: Puerto Cabezas) é um município da Região Autónoma do Atlântico Norte (RAAN) na Nicarágua, se localiza no litoral do Caribe nicaraguense, entre as coordenadas 14 graus 03' latitude norte e los 83 graus 22' longitude oeste. Bilui (Bilwi) é sua sede municipal e onde fica o Governo Regional Autônomo da Costa Caribe Norte (GRACCN) segundo a Reforma à Ley Nº 59 que trata sobre a divisão política e administrativa da República da Nicarágua, aprovada no dia 21 de junho de 1996. Muitas vezes se denomina esta cidade com o nome de Porto Cabeças, o que é errado, já que seu verdadeiro nome é Bilui e dista 560 km da cidade de Manágua, capital do país.

## Geografia
O território municipal limita:
- ao Norte com o município de Waspán,
- ao Sul com o de Prinzapolka,
- ao Leste com o Mar do Caribe, e
- ao Oeste com os municípios de Rosita e Waspán.

O município é uma vasta planície composta por sedimentos terciários. A planície apresenta um relevo uniforme, sem acidentes topográficos relevantes. Apresenta uma linha costeira onde há amplias zonas pantanosas submetidas a inundações. A zona é atravessada por numerosos rios e lagoas.

## Natureza e Clima
O município tem um clima tropical úmido ainda que com variações dependendo da altitude. A temperatura normalmente está entre os 24 e os 30 °C com uma média de 26,9 °C, com uma média anual de precipitação de 3.000 mm.

## Localidades
O município é composto por 22 bairros na zona urbana e 63 comunidades na zona rural, distribuídas em 4 setores:
- Área urbana de Bilui, com 22 bairros.
- Setor Llano Sul: com 18 comunidades.
- Setor Llano Norte: com 16 comunidades.
- Setor Litoral Sul: com 16 comunidades.
- Setor Litoral Norte: com 13 comunidades.

## Economia
A produção agrícola é dedicada basicamente ao autoconsumo e à venda no mercado local de Bilui. A extração de madeira é outra das atividades fundamentais no município, ainda que a porcentagem das utilidades que fica no local é mínima. O setor pesqueiro ocupa um lugar privilegiado na atividade econômica, existindo um grande número de indústrias que se dedicam à pesca, processamento e comercialização dos recursos da fauna marinha entre os que destacam os mariscos. A pesca artesanal é levada a cabo pelos habitantes da costa.
O município é também conhecido pelo seu porto, um dos mais importantes do Caribe nicaraguense, impulsionando um intercâmbio comercial na zona por meio de exportações e importações.

## Cultura e religião
O idioma oficial do país é o espanhol, também são reconhecidos como oficiais para as Regiões Autônomas os idiomas Inglês crioulo nicaraguense (Nicaraguan Creole English), miskito, sumu ou sumo, garífuna e rama.
A etnia misquito ou miskito -que incluem os zambos- é majoritária no município, professa a religião morávia, ainda que existem grupos pequenos que pertencem a outras igrejas evangélicas.
Os afrodescendentes se distribuem na religião morávia, adventista, anglicana e batista; enquanto que, os mestiços são católicos.
Cada etnia celebra os eventos próprios da sua cultura, cada uma delas conforme a tradições culturais e características históricas; assim vemos festas especiais das etnias como as celebrações miskitas que os ajuda a preservar a memoria e cultura de seus antepassados.
Todos os povoadores do município coincidem na identidade nacional e regional durante a celebração anual da Autonomia, aprovada em Lei pela Assembleia Nacional da Nicarágua em setembro de 1987.

## História
Se bem a cidade significa muda de cobra com origem no sumu ou mayangna, povos que tradicionalmente habitavam na área dos atuais departamentos de Matagalpa e Jinotega mas que foram obrigados a emigrar até o leste pelos conquistadores espanhóis onde entraram em conflito com os miskitos. Estes tiveram o apoio dos ingleses no século XVII para surgir como etnia dominante em boa parte do território pertencentes a estes; assim como nos pertencentes aos ulwas e ramas.
Apesar de que o próprio Cristóvão Colombo pisou em terra no Cabo Gracias a Dios, na desembocadura do rio Coco, não muito longe de Bilui, a cidade em si não foi fundada senão até o século XIX com a chegada de missionárioss morávios procedentes da vila de Herrnhut na Alemanha. A exploração florestal e o cultivo da banana ajudaram o crescimento da cidade.
Mediante o Tratado Altamirano-Harrison do dia 19 de abril de 1905, Grã-Bretanha reconheceu a soberania absoluta da Nicarágua sobre a Reserva Mosquitia, ficando desde então oficialmente incorporada ao resto do país como Departamento de Zelaya e a cidade recebeu o nome de "Porto Cabeças".
Durante a guerra da Contra, a população cresceu de 5.000 a 30.000 habitantes devido a sua importância militar e à política de fomento da colonização que propiciou o governo revolucionário sandinista. O porto foi um importante ponto de chegada para a ajuda militar de Cuba e da União Soviética para o Exército Popular Sandinista (EPS).
Bilui foi afetada pelo Furacão Félix, o qual, com categoria 5, causou destruição nas casas de madeira na terça-feira dia 4 de setembro de 2007 e arrasou 70% do local. A sede principal da Universidade das Regiões Autônomas da Costa do Caribe da Nicarágua (URACCAN), a pouca distância da cidade a qual servia de refúgio à gente, também foi destruída pelos fortes ventos do Félix, assim como o teto da Paróquia católica "San Pedro Apóstol" e várias escolas foram danificadas perdendo seus arquivos.

## Educação
- Universidade das Regiões Autônomas da Costa Caribe Nicaraguense (URACCAN)
- Bluefields Indian and Caribbean University (BICU)